# 장주영
장주영(1960년 5월 28일 ~)은 대한민국의 성우이다. 1990년 CPBC 성우로 입사하였다.

## 주요 출연작품

### 영화
- 머더 바이 넘버 (SBS) - 경찰(토드 레더버리)
- 블랙 아웃 (SBS) - 마이크의 동료(대니 로페스)
- 위 워 솔저스 (SBS) - 군인(대니 르 보이어)
- 툼 레이더 2: 판도라의 상자 (SBS) - 스티브스 요원(로버트 카버너)
- 매그놀리아 (SBS)
- 유니버셜 솔져 (SBS)
- 포스 오브 네이처 (SBS)
- 드리븐 (SBS)
- 에볼루션 (SBS)
- 슬리핑 딕셔너리 (SBS)
- 디 엣지 (SBS)
- 유니버셜 솔져2 (SBS)
- 크림슨 리버 (SBS)
- 맥시멈 리스크 (SBS)
- 매드 맥스3 (SBS)
- 트루 크라임 (SBS)
- 스페셜리스트 (SBS)
- 인 더 베드룸 (SBS)
- 케이트 & 레오폴드 (SBS)
- 올리브 나무 사이로 (SBS)
- 스페셜리스트 (SBS)

### 애니메이션
- 벤10 (카툰네트워크) - 수퍼 플라이, 스피드, 미니그레이, 제트레이, 스파이더 몽키, 다이제스트
- 이상한 나라 앨리스
- 헤라클레스
- 마우스 킹

### 외화
- 넘버스 (SBS)
- 명탐정 브라운 신부 (PBC)

### 동화
- 동물의 나라
- 거인왕국
- 어린이 영어 교실
- 태권파이터
- 동물나라
- 성서 인물전
- 지옥의 특공대
- 얼룩진 산하
- 슈퍼북
- 신앙의 길잡이

### 방송
- 화제집중 (MBC)
- 카톨릭 세계 기행
- 다큐세상 21
- 지구촌 형제들
- 한국의 자연 (MBC)
- 사랑의 가족 (KBS)
- 남산골 장놀부
- 국군의 시간(명상의 시간) (KBS)
- MBC 창사특집 다큐멘터리
- 일본문학 (방송대학TV)
- 방송학 개론 (방송대학TV)
- PBC 다큐멘터리신앙의 숨결의 찿아서 (CPBC)
- 역사학 (방송대학TV)
- 일본학 개론 (방송대학TV)
- PBC 리포트 (CPBC)
- 해외기획특집 중국편 (KTV)
- TV세상속으로 (MBC)

### 광고
- SK유공
- 새한그룹
- 효성
- 한국그락소
- 남양알로에
- 존슨&존슨

### 기업홍보물
- 문화관광부
- 제록스 현대
- 한국멀티넷
- 가산
- 삼성
- 한솔
- 효성
- 산업안전공단
- 전기안전공단
- 제일생명
- 농협
- 국민은행

### 연극
- 빵파전
- 레미제라블

### 라디오
- 고승열전 (BBS)
- 한국외교비서 50년 (CPBC)
- 빛을찾은 사람들 (CPBC)
- 산하는 알고있다 (KBS)
- 마음의 등불 (KBS)
- 멋쟁이용사 (KBS)
- SBS 특집 라디오

### 드라마
- 김수환 추경기에 관한 마지막 보고서 (CPBC) - 요한

### 기타
- 경기방송 캠페인
- PBC 캠페인
- 2010 경기국제항공전 에어쇼
- 서울 국제 항공우주 및 방위산업 전시회 2011
- 기타녹음, 교재물:어린이창작동화, 중국의 서예시리즈, CD ROM 제작